# 大場和裕
大場 和裕（おおば かずひろ、1956年2月14日 - ）は、日本の写真家・詩人。山形県生まれ。

## 略歴
- 1977年 東京写真専門学校 （現：専門学校東京ビジュアルアーツ）卒業。
- 1979年 東京六本木「ラークスタジオ」勤務。
- 1980年 東京荻窪「シミズ画廊」に於いて写真展「山手線」、NHK若い広場出演。森山大道らが開設した東京新宿「イメージショップCAMP」に参加。
- 1981年 「イメージショップCAMP」に於いて写真展「川崎　昭和五十六年　夏」開催。
- 1982年 アサヒカメラ掲載「寸又峡」。
- 1983年 STUDIO VOICE9月号（発禁処分）作品＆インタビュー掲載、カメラ毎日でシリーズ「列島」を連載開始、「イメージショップCAMP」に於いて連続写真展「列島」開催。
- 1984年 日本カメラ掲載「池上線」、東京新宿「ミノルタフォトスペース」に於いて写真展「津軽」。
- 2011年 東京都文京区「ArtistSpace千石空房」に於いて27年ぶりの写真展「光る風」開催。

## エピソード
- イメージショップCAMPにて尾仲浩二を指導。

## 作品

### 詩集
- 2008七夕-TANABATA 大場和裕詩集第壱篇